# Dyspetes orientalis
Dyspetes orientalis là một loài tò vò trong họ Ichneumonidae.